# Demodes conspersa
Demodes conspersa är en skalbaggsart som först beskrevs av Aurivillius 1914.  Demodes conspersa ingår i släktet Demodes och familjen långhorningar. Inga underarter finns listade i Catalogue of Life.